# Anchor Point (Canada)
Anchor Point is een gemeente (town) in de Canadese provincie Newfoundland en Labrador. De gemeente ligt in het uiterste noordwesten van Newfoundland.

## Geschiedenis
Het dorp werd in 1974 een gemeente met de status van local government community (LGC). In 1980 werden LGC's op basis van de Municipalities Act als bestuursvorm afgeschaft. De gemeente werd daarop automatisch een community om een aantal jaren later uiteindelijk een town te worden.

## Geografie
Anchor Point ligt aan de noordwestkust van het Great Northern Peninsula, het meest noordelijke gedeelte van het eiland Newfoundland. De plaats ligt bij aan de noordelijke kaap van St. Barbe Bay, een baai van de Straat van Belle Isle. Anchor Point is bereikbaar via provinciale route 430 en ligt net ten zuiden van het gehucht Deadmans Cove.

## Demografie
In 1951 telde Anchor Point 160 inwoners. In de decennia erna groeide de plaats in een gestaag tempo uit van een gehucht naar een dorp. In 1986 piekte de bevolkingsomvang op 387. Vooral vanaf de jaren 90 begon de gemeente, net zoals de meeste kleine dorpen op Newfoundland, demografisch te krimpen. Tussen 1991 en 2021 daalde de bevolkingsomvang van 380 naar 305. Dat komt neer op een daling van 19,7% in dertig jaar tijd.
- Bron: Statistics Canada (1951–1986[1], 1991–1996[3], 2001–2006[4], 2011–2016[5], 2021[6])

## Flora
Net ten oosten van de dorpskern groeit een van slechts zes populaties van Braya longii. Deze zeldzame en bedreigde kruidachtige plant komt uitsluitend voor aan de noordwestkust van het Great Northern Peninsula. De vijf andere populaties bevinden zich allemaal in de directe omgeving van de aan elkaar grenzende dorpen Sandy Cove en Savage Cove.

## Galerij

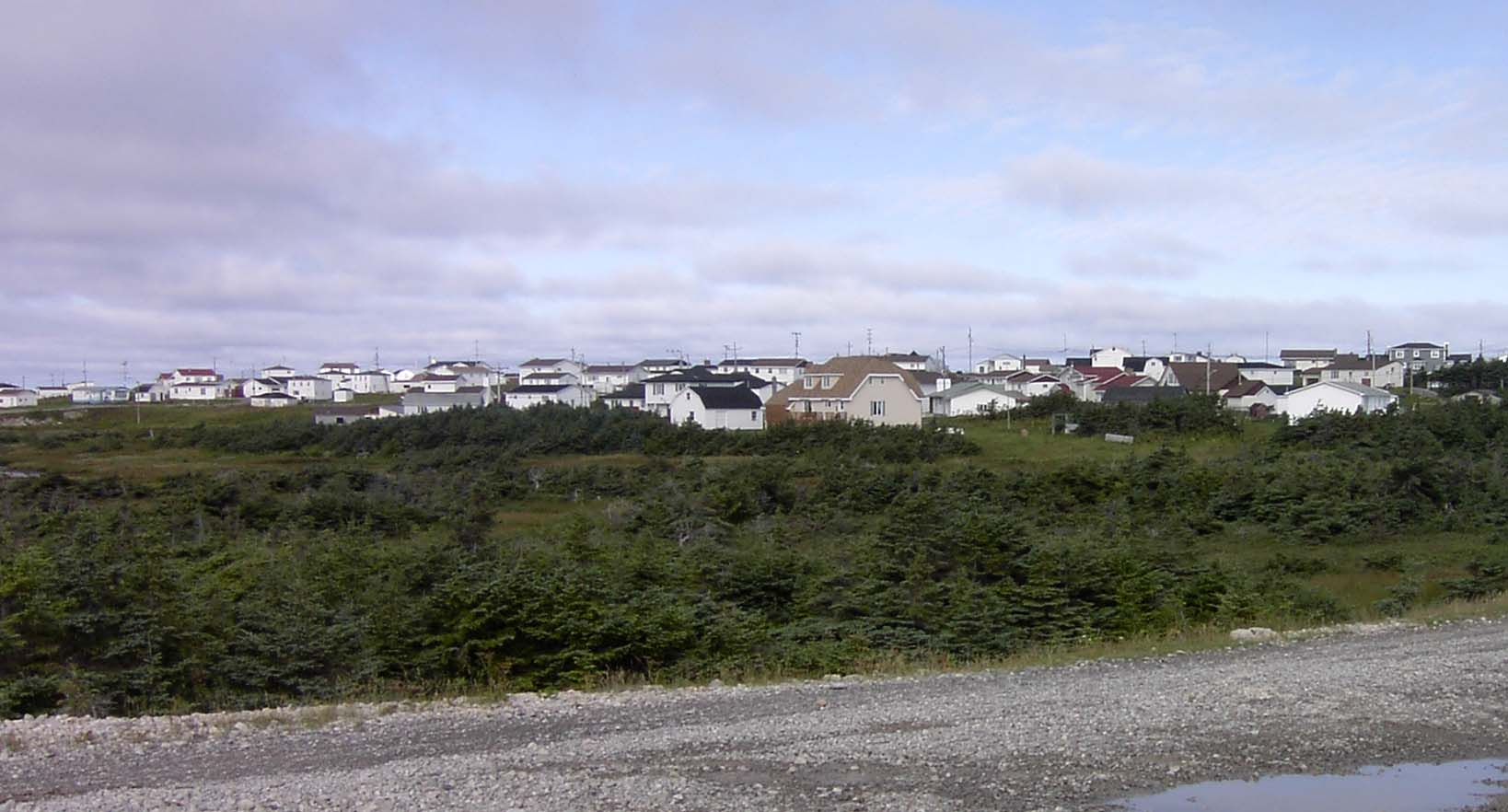
Zicht op Anchor Point
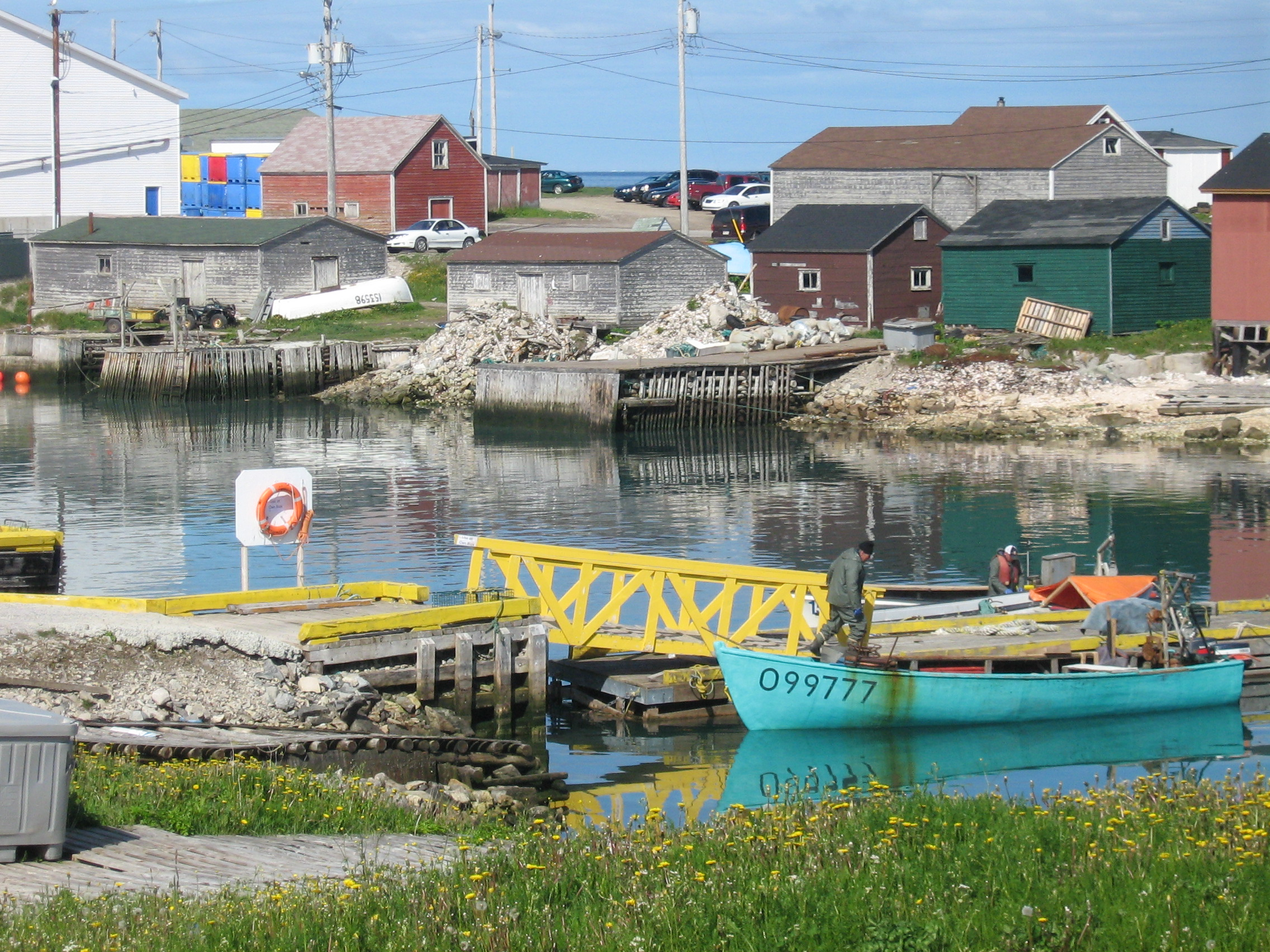
Haven van het dorp